# Rougefay
Rougefay (/ʁuʒ,fɛyi/) est une commune française située dans le département du Pas-de-Calais, en région Hauts-de-France. Ses habitants sont appelés les Rougefayais. La commune est membre de la communauté de communes du Ternois.

## Géographie

### Localisation
Localisée dans le sud du département du Pas-de-Calais, Rougefay est un village-rue rural picard du Ternois situé, à vol d'oiseau, à 7 km au nord-est d'Auxi-le-Château et à 43 km à l'ouest d'Arras (chef-lieu d'arrondissementet préfecture du Pas-de-Calais).
Le territoire de la commune est limitrophe de ceux de six communes.
Les communes limitrophes sont Aubrometz, Boffles, Buire-au-Bois, Conchy-sur-Canche, Fillièvres et Vacquerie-le-Boucq.

### Géologie et relief
La superficie de la commune est de 3,86 km2 ; son altitude varie de 104  à   142 m.

### Hydrographie
La commune, située dans le bassin Artois-Picardie, est, selon le Service d'administration nationale des données et référentiels sur l'eau (Sandre), drainée, dans partie nord, par l'Aubrometz, d'une longueur de 1,85 km qui prend sa source dans la commune et termine sa course au niveau de la commune d'Aubrometz.

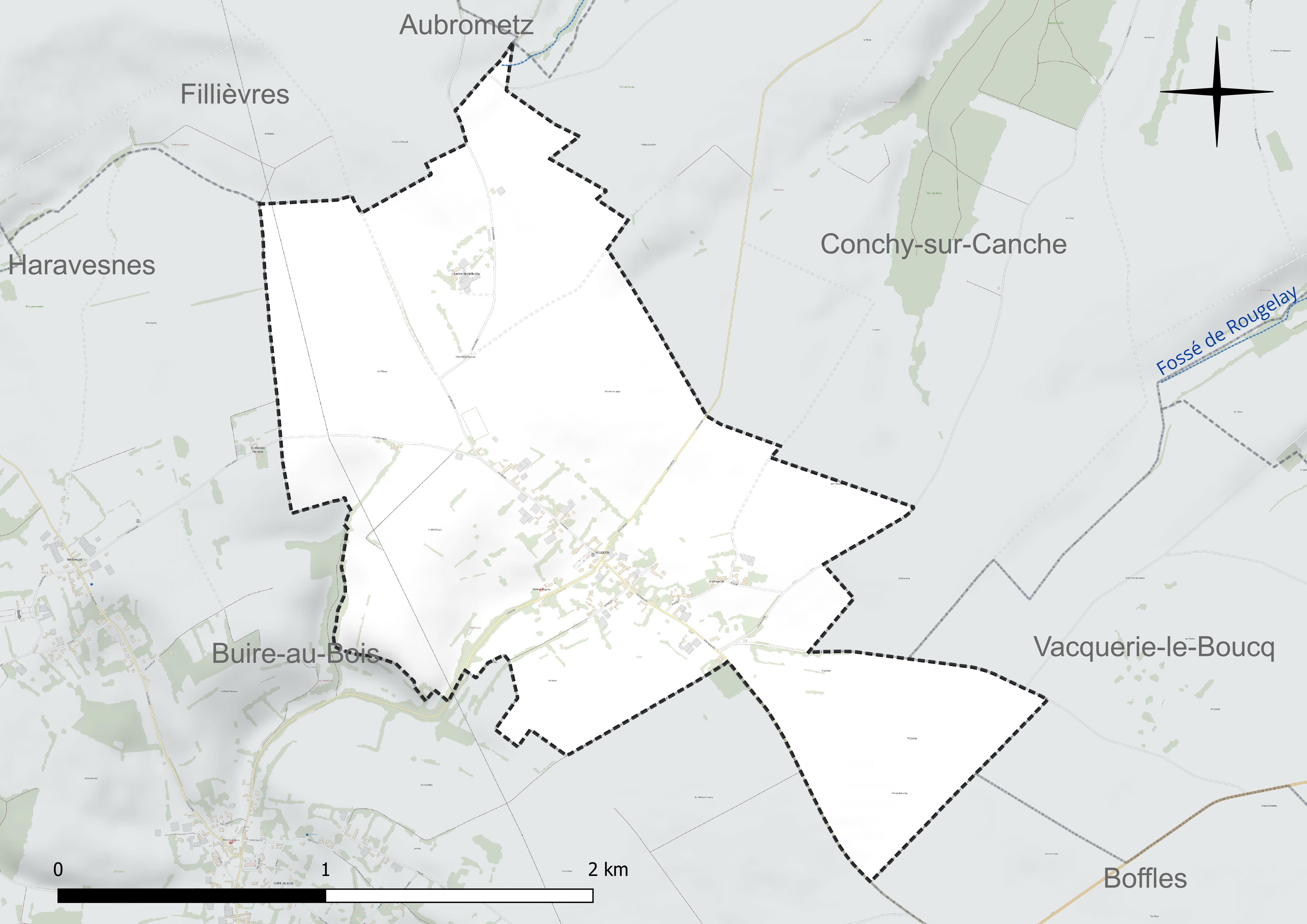
Réseau hydrographique de Rougefay.

### Climat
Pour des articles plus généraux, voir Climat des Hauts-de-France et Climat du Nord-Pas-de-Calais.
En 2010, le climat de la commune est de type climat océanique altéré, selon une étude du Centre national de la recherche scientifique (CNRS) s'appuyant sur une série de données couvrant la période 1971-2000. En 2020, Météo-France publie une typologie des climats de la France métropolitaine dans laquelle la commune est exposée à un climat océanique et est dans la région climatique Côtes de la Manche orientale, caractérisée par un faible ensoleillement (1 550 h/an) ; forte humidité de l'air (plus de 20 h/jour avec humidité relative > 80 % en hiver), vents forts fréquents.
Pour la période 1971-2000, la température annuelle moyenne est de 9,9 °C, avec une amplitude thermique annuelle de 13,8 °C. Le cumul annuel moyen de précipitations est de 888 mm, avec 12,9 jours de précipitations en janvier et 9,3 jours en juillet. Pour la période 1991-2020, la température moyenne annuelle observée sur la station météorologique la plus proche, située sur la commune de Humières à 13 km à vol d'oiseau, est de 10,9 °C et le cumul annuel moyen de précipitations est de 856,9 mm,. Pour l'avenir, les paramètres climatiques de la commune estimés pour 2050 selon différents scénarios d'émission de gaz à effet de serre sont consultables sur un site dédié publié par Météo-France en novembre 2022.

### Paysages
Pour un article plus général, voir Paysage en France.
La commune est située à la jonction de deux paysages tels qu'ils sont définis dans l'atlas des paysages de la région Nord-Pas-de-Calais, conçu par la direction régionale de l'Environnement, de l'Aménagement et du Logement (DREAL), :
- les « paysages du val d'Authie, qui concerne 83 communes, se délimitent : au sud, dans le département de la  Somme par le « paysage de l'Authie et du Ponthieu, dépendant de l'atlas des paysages de la Picardie et au nord et à l'est par les paysages du Montreuillois, du Ternois et les paysages des plateaux cambrésiens et artésiens. Le caractère frontalier de la vallée de l'Authie, aujourd'hui entre le Pas-de-Calais et la Somme, remonte au Moyen Âge où elle séparait le royaume de France du royaume d'Espagne, au nord.

Son coteau Nord est net et escarpé alors que le coteau Sud offre des pentes plus douces. À l'Ouest, le fleuve s'ouvre sur la baie d'Authie, typique de l'estuaire picard, et se jette dans la Manche. Avec son vaste estuaire et les paysages des bas-champs, la baie d'Authie contraste avec les paysages plus verdoyants en amont.
L'Authie, entaille profonde du plateau artésien, a créé des entités écopaysagères prononcées avec un plateau calcaire dont l'altitude varie de 100 à 163 m qui s'étend de chaque côté du fleuve. L'altitude du plateau décline depuis le pays de Doullens, à l'est (point culminant à 163 m), vers les bas-champs picards, à l'ouest (moins de 40 m). Le fond de la vallée de l'Authie, quant à lui, est recouvert d'alluvions et de tourbes. L'Authie est un fleuve côtier classé comme cours d'eau de première catégorie où le peuplement piscicole dominant est constitué de salmonidés. L'occupation des sols des paysages de la Vallée de l'Authie est composée pour 70 % en culture ;
- les « paysages du Ternois » qui concernent 138 communes avec trois pôles d'attraction que sont Hesdin à l'ouest, Saint-Pol-sur-Ternoise à l'est et, dans une moindre mesure, Frévent en lisière sud, sont délimités par deux cours d'eau : la Canche au Sud et la Ternoise au Nord. Ces paysages sont composés de plateaux, de vallées et de bocages. Les plateaux du Ternois montrent une structure tabulaire assez plane et une altitude assez régulière avec des points culminants entre 150  à   160 m.

Le territoire d'une vingtaine de kilomètres du Nord au Sud et d'Est en Ouest, est traversé par la D 939 reliant Saint-Pol-sur-Ternoise à Hesdin, par la D 912 entre Saint-Pol-sur-Ternoise et Frévent et par la ligne ferroviaire de Saint-Pol-sur-Ternoise à Étaples dans la vallée de la Canche. La position excentrée, en l'absence de grands axes autoroutiers ou ferrés structurants, a permis au Ternois de conserver un caractère rural et une certaine qualité de paysage.
Au niveau de l'occupation des sols, les surfaces cultivées sont omniprésentes sur les plateaux, avec majoritairement la culture de la betterave et de la pomme de terre, et représentent près de 72 % de la surface totale de ces paysages du Ternois, les espaces artificialisés, cantonnés dans les fonds de vallée, représentent 13 % et les surfaces boisées, présentes dans les deux principales vallées de la Ternoise et de la Canche, ne représentent que 6 %.

### Milieux naturels et biodiversité

#### Zone naturelle d'intérêt écologique, faunistique et floristique
L'inventaire des zones naturelles d'intérêt écologique, faunistique et floristique (ZNIEFF) a pour objectif de réaliser une couverture des zones les plus intéressantes sur le plan écologique, essentiellement dans la perspective d'améliorer la connaissance du patrimoine naturel national et de fournir aux différents décideurs un outil d'aide à la prise en compte de l'environnement dans l'aménagement du territoire.
Le territoire communal comprend une ZNIEFF de type 2 : la haute vallée de la Canche et ses versants en amont de Sainte-Austreberthe qui se situe dans le pays du Ternois. Il offre un relief de coteau abrupt au Nord et des pentes douces au Sud. Le fond de vallée est constitué de pâturages et de zones de cultures. Les versants les plus pentus et inaccessibles accueillent des boisements.

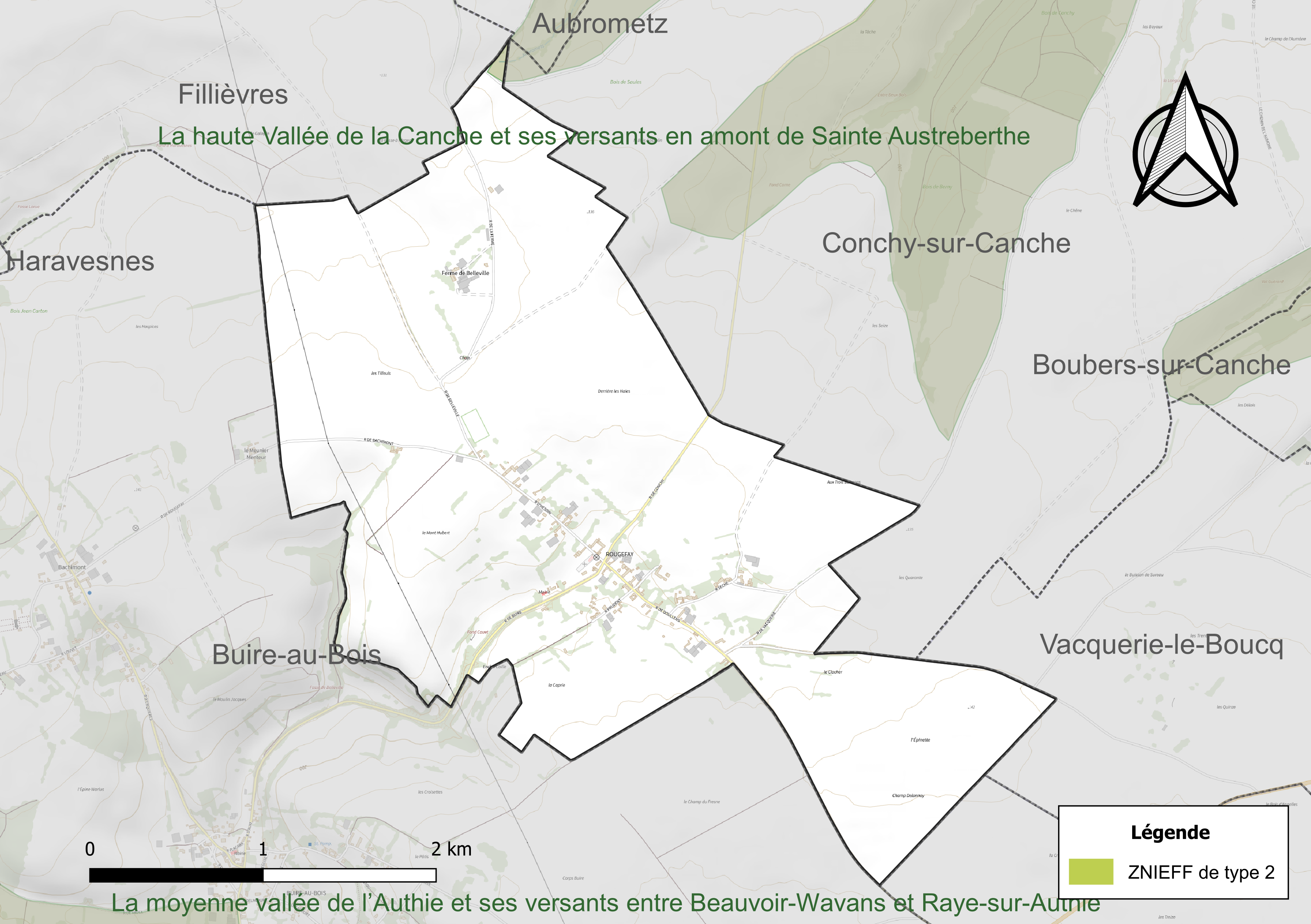
Carte de la ZNIEFF sur la commune.

#### Espèces faunistiques et floristiques
L’Inventaire national du patrimoine naturel (INPN) recense plusieurs espèces faunistiques et floristiques sur le territoire de la commune dont certaines sont protégées et d’autres menacées et quasi-menacées.

## Urbanisme

### Typologie
Au 1er janvier 2024, Rougefay est catégorisée commune rurale à habitat très dispersé, selon la nouvelle grille communale de densité à sept niveaux définie par l'Insee en 2022.
Elle est située hors unité urbaine et hors attraction des villes,.

### Occupation des sols
L'occupation des sols de la commune, telle qu'elle ressort de la base de données européenne d'occupation biophysique des sols Corine Land Cover (CLC), est marquée par l'importance des territoires agricoles (100 % en 2018), une proportion identique à celle de 1990 (100 %). La répartition détaillée en 2018 est la suivante : 
terres arables (73,7 %), prairies (18,9 %), zones agricoles hétérogènes (7,4 %). L'évolution de l'occupation des sols de la commune et de ses infrastructures peut être observée sur les différentes représentations cartographiques du territoire : la carte de Cassini (XVIIIe siècle), la carte d'état-major (1820-1866) et les cartes ou photos aériennes de l'IGN pour la période actuelle (1950 à aujourd'hui).

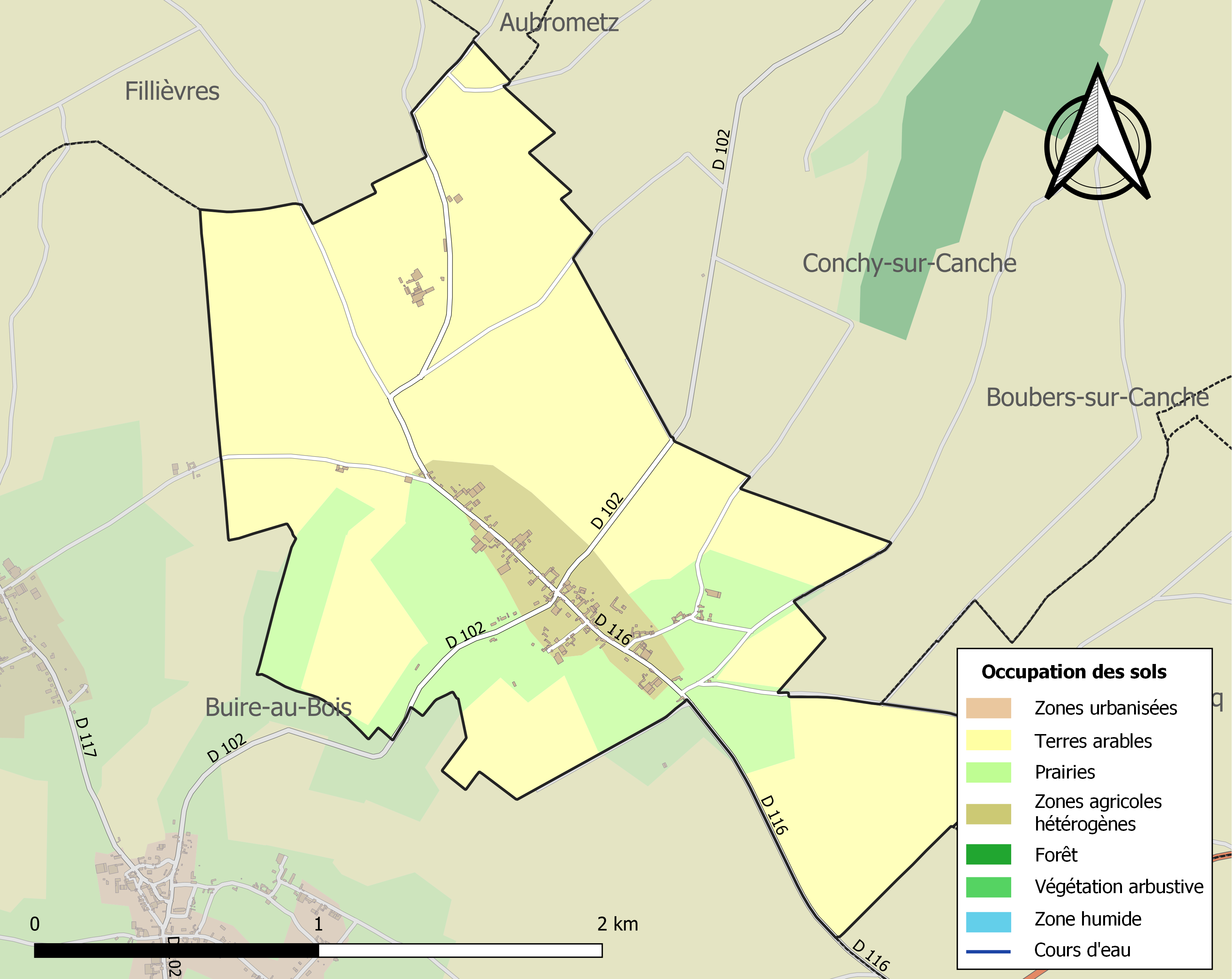
Carte des infrastructures et de l'occupation des sols de la commune en 2018 (CLC).

## Toponymie
Le nom de la localité est attesté sous les formes Rokayfay juxta Buires en 1243 ; Rocayfay, Rochefai juxta Buires en 1248 ; Rouscheufai, Rouschefai en 1266 ; Rouseufay en 1289 ; Roussoifay en 1294 ; Rousseufay en 1306 ; Roussoyfay, Roussoifai en 1342 ; Roussoiffay en 1346 ; Roussefay en 1375 ; Rouissefay en 1380 ; Rossefay en 1415 ; Roissefay en 1429 ; Rochefay en 1515 ; Ruchefay en 1629 ; Rougefeï en 1725 ; Rougefaix en 1762 ; Rouge Fays au XVIIIe siècle ; Rougefay en 1793 et depuis 1801.
L'étymologie du nom « rougefay » vient de « rouge » et de « bois de hêtre ».

## Histoire
Boissart d'Auxy-Rougefay, combat et trouve la mort lors de la bataille d'Azincourt en 1415.
Le village est détruit par un incendie en 1472.
Avant la Révolution française, Rougefay était un simple hameau de la paroisse de Buire-au-Bois. On y disait la messe dans la chapelle Saint-Nicolas.

## Politique et administration

### Découpage territorial
La commune se trouve dans l'arrondissement d'Arras du département du Pas-de-Calais.

#### Commune et intercommunalités
La commune faisait partie de la petite communauté de communes de l'Auxillois créée fin 1998.
Dans le cadre des dispositions de la loi portant nouvelle organisation territoriale de la République (Loi NOTRe) du 7 août 2015, qui prévoit que les établissements publics de coopération intercommunale (EPCI) à fiscalité propre doivent avoir un minimum de 15 000 habitants, le préfet du Pas-de-Calais a publié le 12 octobre 2015 un projet de schéma départemental de coopération intercommunale qui prévoyait diverses fusion d'intercommunalité. À l'initiative des intercommunalités concernées, la Commission départementale de coopération intercommunale (CDCI) adopte le 26 février 2016 un amendement à ce projet, proposant la fusion de : 

- la communauté de communes de l'Auxillois, regroupant 16 communes dont une de la Somme et 5 217 habitants ;

- la communauté de communes de la région de Frévent, regroupant 12 communes et 6 567 habitants ;

- de la communauté de communes des Vertes Collines du Saint-Polois, regroupant 58 communes et 19 585 habitants ;

- de la communauté de communes du Pernois, regroupant 18 communes et 7 114 habitants.
Le schéma, intégrant notamment cette évolution, est approuvé par un arrêté préfectoral du 30 mars 2016, et la communauté de communes du Ternois, dont la commune est désormais membre, est créée par un arrêté préfectoral du 30 août 2016 qui a pris effet le 1er janvier 2017. La communauté de communes du Ternois regroupe 103 communes et totalise 37 469 habitants en 2021.

#### Circonscriptions administratives
La commune fait partie depuis 1793 du canton d'Auxi-le-Château. Dans le cadre du redécoupage cantonal de 2014 en France, ce canton, qui intègre toujours la commune, s'accroît et passe de 26 à 84 communes.

#### Circonscriptions électorales
Pour l'élection des députés, la commune fait partie de la première circonscription du Pas-de-Calais.

### Élections municipales et communautaires

#### Liste des maires
| Période                                  | Période                    | Identité         | Étiquette | Qualité                                                                     |
| ---------------------------------------- | -------------------------- | ---------------- | --------- | --------------------------------------------------------------------------- |
| Les données manquantes sont à compléter. |                            |                  |           |                                                                             |
| avant 1981                               | 1995                       | Paul Pruvost     |           |                                                                             |
| 1995                                     | En cours (au 4 avril 2022) | Olivier Huchette |           | Agriculteur Réélu pour le mandat 2014-2020, Réélu pour le mandat 2020-2026, |

## Population et société

### Démographie
Les habitants sont appelés les Rougefayais.

#### Évolution démographique
L'évolution du nombre d'habitants est connue à travers les recensements de la population effectués dans la commune depuis 1793. Pour les communes de moins de 10 000 habitants, une enquête de recensement portant sur toute la population est réalisée tous les cinq ans, les populations de référence des années intermédiaires étant quant à elles estimées par interpolation ou extrapolation. Pour la commune, le premier recensement exhaustif entrant dans le cadre du nouveau dispositif a été réalisé en 2004.

En 2022, la commune comptait 89 habitants, en évolution de +5,95 % par rapport à 2016 (Pas-de-Calais : −0,72 %, France hors Mayotte : +2,11 %).
| 1793 | 1800 | 1806 | 1821 | 1831 | 1836 | 1841 | 1846 | 1851 |
| ---- | ---- | ---- | ---- | ---- | ---- | ---- | ---- | ---- |
| 188  | 247  | 219  | 250  | 271  | 267  | 265  | 256  | 252  |

| 1856 | 1861 | 1866 | 1872 | 1876 | 1881 | 1886 | 1891 | 1896 |
| ---- | ---- | ---- | ---- | ---- | ---- | ---- | ---- | ---- |
| 247  | 245  | 248  | 234  | 235  | 232  | 213  | 215  | 213  |

| 1901 | 1906 | 1911 | 1921 | 1926 | 1931 | 1936 | 1946 | 1954 |
| ---- | ---- | ---- | ---- | ---- | ---- | ---- | ---- | ---- |
| 212  | 222  | 218  | 202  | 191  | 194  | 191  | 189  | 161  |

| 1962 | 1968 | 1975 | 1982 | 1990 | 1999 | 2004 | 2006 | 2009 |
| ---- | ---- | ---- | ---- | ---- | ---- | ---- | ---- | ---- |
| 171  | 173  | 171  | 147  | 130  | 115  | 107  | 108  | 94   |

| 2014 | 2019 | 2022 | - | - | - | - | - | - |
| ---- | ---- | ---- | - | - | - | - | - | - |
| 88   | 89   | 89   | - | - | - | - | - | - |

#### Pyramide des âges
La population de la commune est relativement âgée.
En 2018, le taux de personnes d'un âge inférieur à 30 ans s'élève à 19,1 %, soit en dessous de la moyenne départementale (36,7 %). À l'inverse, le taux de personnes d'âge supérieur à 60 ans est de 42,7 % la même année, alors qu'il est de 24,9 % au niveau départemental.
En 2018, la commune comptait 41 hommes pour 46 femmes, soit un taux de 52,87 % de femmes, légèrement supérieur au taux départemental (51,50 %).
Les pyramides des âges de la commune et du département s'établissent comme suit.
| Hommes | Classe d’âge | Femmes |
| ------ | ------------ | ------ |
| 2,4    | 90 ou +      | 2,1    |
| 9,5    | 75-89 ans    | 23,4   |
| 23,8   | 60-74 ans    | 23,4   |
| 33,3   | 45-59 ans    | 23,4   |
| 11,9   | 30-44 ans    | 8,5    |
| 14,3   | 15-29 ans    | 10,6   |
| 4,8    | 0-14 ans     | 8,5    |

| Hommes | Classe d’âge | Femmes |
| ------ | ------------ | ------ |
| 0,5    | 90 ou +      | 1,6    |
| 5,6    | 75-89 ans    | 8,9    |
| 16,7   | 60-74 ans    | 18,1   |
| 20,2   | 45-59 ans    | 19,2   |
| 18,9   | 30-44 ans    | 18,1   |
| 18,2   | 15-29 ans    | 16,2   |
| 19,9   | 0-14 ans     | 17,9   |

### Équipements communaux
L'école, après sa fermeture, est aménagée en mairie dans les années 2000.

## Culture locale et patrimoine

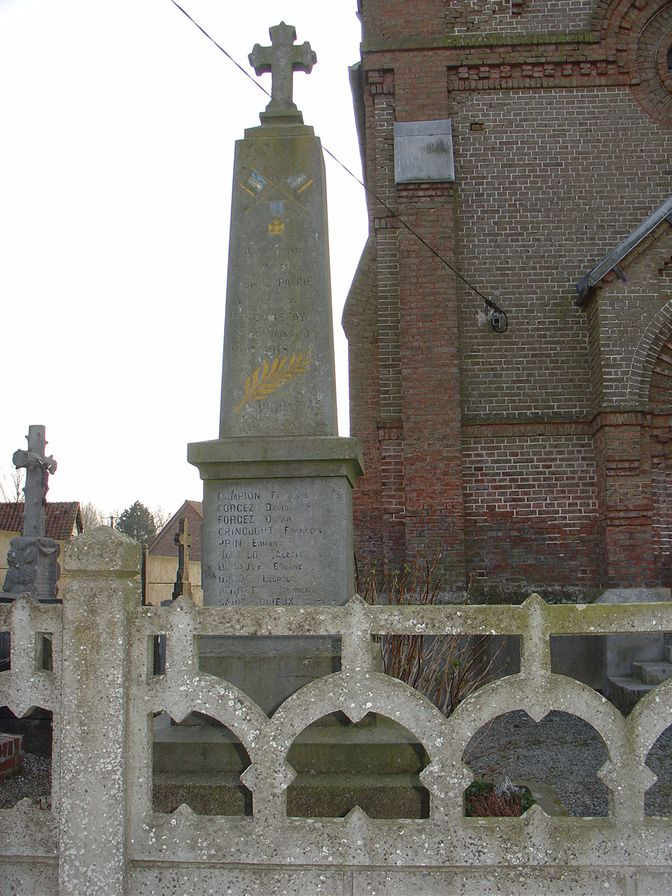
Le monument aux morts.

### Lieux et monuments
- L'église du Sacré-Cœur de Jésus, édifiée en 1790[19].
- La chapelle Sainte-Anne, antérieure à l'incendie de 1472[19].
- Le monument aux morts surmonté d'une croix latine, à l'entrée du cimetière, qui commémore les victimes de la guerre franco-allemande de 1870, de la Première Guerre mondiale et de la Seconde Guerre mondiale, réalisé par le marbrier Brillet d'Auxi-le-Château[42].

### Personnalités liées à la commune
- Jean-François Villain (d) (1790-1852), imprimeur-lithographe français, né à Rougefay.

### Héraldique
| Blason de Rougefay | Blason  | De gueules à trois jumelles d'argent ; à la bande du même brochant sur le tout. |
| Blason de Rougefay | Détails | Le statut officiel du blason reste à déterminer.                                |

## Pour approfondir

#### Bases de données, dictionnaires et encyclopédies
- Ressources relatives à la géographie :   - Insee (communes)
  - Ldh/EHESS/Cassini
- Ressource relative à plusieurs domaines :   - Annuaire du service public français
- Notices d'autorité :   - BnF (données)